# Ali Ruckert
Ali Ruckert, né le 13 septembre 1954 à Differdange (Luxembourg), est un journaliste et homme politique luxembourgeois, président du Parti communiste luxembourgeois (KPL) depuis 2000.

## Biographie
Membre du Parti communiste luxembourgeois depuis 1971, Ali Ruckert se présente aux élections législatives sur la liste communiste depuis 1984 dans la circonscription Sud sans succès. D'abord secrétaire général du KPL en 1990, il en devient le président au cours de l'année 2000. Malgré ses échecs, son programme politique s'oriente vers l'intérêt des travailleurs dont les conditions de travail se sont détériorés depuis quelques années selon lui,. En outre, bien que le KPL voit son poids électoral amoindri depuis les années 1970, il déclare : « Et ass eng KPL viru mir ginn an et wäert eng KPL no mir ginn ».
Tête de liste à plusieurs reprises lors du scrutin anticipé du 20 octobre 2013 et des législatives du 14 octobre 2018, il mène aussi la bataille lors des européennes de mai 2014, de mai 2019 et de juin 2024.
Aux côtés de ses occupations politiques, il est rédacteur en chef depuis 1995 du Zeitung vum Lëtzebuerger Vollek, le quotidien d’opinion, porte-voix du parti.

## Décorations
- Chevalier de l'ordre de Mérite du grand-duché de Luxembourg (Luxembourg, 2000)

## Ouvrages
- (de) Ali Ruckert, Geschichte der Kommunistischen Partei Luxemburgs, vol. I, Parti communiste luxembourgeois, 2006, 176 p. (OCLC 219699513, lire en ligne).
- (de) Ali Ruckert, Geschichte der kommunistischen Partei Luxemburgs, vol. II, Parti communiste luxembourgeois, 2007, 176 p. (OCLC 316277089, lire en ligne).
- (de) Ali Ruckert, Geschichte der Kommunistischen Partei Luxemburgs, vol. III, Parti communiste luxembourgeois, 2010, 176 p. (OCLC 756322812, lire en ligne).